# Cúp quốc gia Wales 1954–55
Cúp quốc gia Wales FAW 1954–55 là mùa giải thứ 68 của giải đấu bóng đá loại trực tiếp hàng năm dành cho các đội bóng ở Wales.

## Từ viết tắt
Tên giải đấu nằm sau tên các câu lạc bộ.
- FL D1 - Football League First Division
- FL D3N - Football League Third Division North
- FL D3S - Football League Third Division South
- SFL - Southern Football League
- WLN - Welsh League North

## Vòng Năm
Vòng này có sự tham gia của 10 đội thắng ở vòng Bốn và 6 đội mới.
| Số thứ tự trận | Đội nhà               | Tỉ số | Đội khách             |
| -------------- | --------------------- | ----- | --------------------- |
| 1              | Caernarfon Town (WLN) | 1–1   | Chester (FL D3N)      |
| ’‘đá lại’’     | Chester (FL D3N)      | 9–1   | Caernarfon Town (WLN) |

## Vòng Sáu
| Số thứ tự trận | Đội nhà          | Tỉ số | Đội khách               |
| -------------- | ---------------- | ----- | ----------------------- |
| 1              | Chester (FL D3N) | 3–0   | Flint Town United (WLN) |

## Bán kết
Barry Town và Wrexham thi đấu tại Cardiff, Cardiff City và Chester thi đấu tại Wrexham.
| Số thứ tự trận | Đội nhà              | Tỉ số | Đội khách        |
| -------------- | -------------------- | ----- | ---------------- |
| 1              | Barry Town (SFL)     | 3–1   | Wrexham (FL D3N) |
| 2              | Cardiff City (FL D1) | 0–2   | Chester (FL D3N) |

## Chung kết
Trận Chung kết diễn ra tại Wrexham, trận đá lại diễn ra tại Cardiff.
| Số thứ tự trận | Đội nhà          | Tỉ số | Đội khách        |
| -------------- | ---------------- | ----- | ---------------- |
| 1              | Barry Town (SFL) | 1–1   | Chester (FL D3N) |
| ’‘đá lại’’     | Barry Town (SFL) | 4–3   | Chester (FL D3N) |